# Crouy-en-Thelle
Crouy-en-Thelle is een in het Franse departement Oise (regio Hauts-de-France). De plaats maakt deel uit van het arrondissement Senlis. Chiry-Ourscamp telde op 1 januari 2022 1.100 inwoners. Het ligt op 40 km ten noorden van het centrum van Parijs.

## Geografie
De oppervlakte van Crouy-en-Thelle bedroeg op 1 januari 2022 5,87 vierkante kilometer; de bevolkingsdichtheid was toen 187,4 inwoners per km².

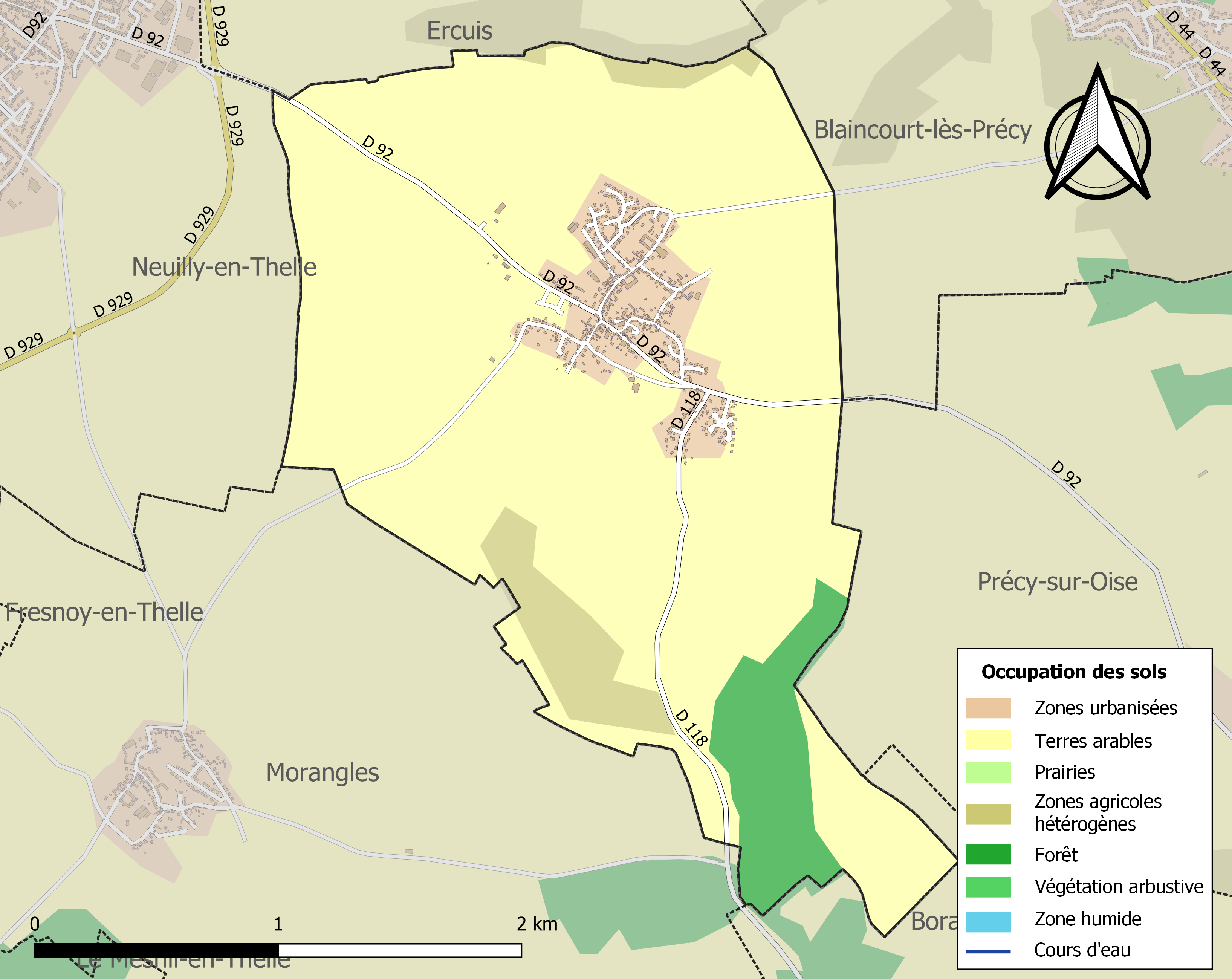
Kaart van de gemeente met belangrijkste infrastructuur, bodemgebruik en omliggende gemeenten

## Demografie
Onderstaande figuur toont het verloop van het inwonertal, bron: INSEE-tellingen. 

## Websites
- (fr)  Statistische informatie op de website van INSEE